# تامارا غلين
تامارا غلين (بالإنجليزية: Tamara Glynn)‏ هي ممثلة أمريكية، ولدت في 6 ديسمبر 1968 في الولايات المتحدة.

## وصلات خارجية
- تامارا غلين على موقع IMDb (الإنجليزية)
- تامارا غلين على موقع ألو سيني (الفرنسية)
- تامارا غلين على موقع أول موفي (الإنجليزية)
- تامارا غلين على موقع قاعدة بيانات الفيلم (الإنجليزية)